# John Hart (Gouverneur)
John Hart (* vor 1698 im County Cavan, Irland; † Anfang 1740) war ein britischer Kolonialgouverneur der Province of Maryland und der Leeward Islands.

## Lebenslauf
John Hart war der Sohn von Merrick Hart († um 1681) und dessen Gattin Lettice Vesey, die in Crover im County Cavan in Irland lebten. Das genaue Geburtsdatum ist nicht überliefert. Sein Onkel mütterlicherseits war John Vesey, Erzbischof von Tuam in Irland. Er diente als Offizier der British Army im Spanischen Erbfolgekrieg (1701–1714) in Spanien und Portugal und erreichte den Rang eines Captain. Im Januar 1714 wurde er durch Königin Anne als Nachfolger von Edward Lloyd zum neuen britischen Gouverneur der Province of Maryland ernannt. Er verdankte die Ernennung der Fürsprache von Benedict Calvert, 4. Baron Baltimore. Als Gegenleistung für die Hilfe des Lords musste Hart diesem einem Anteil aus seinem Gehalt als königlicher Gouverneur bezahlen. Zunächst war er bis 1715 noch königlicher Gouverneur (Royal Governor), danach war er sogenannter Proprietary Governor. Der Unterschied liegt in den Besitzverhältnissen der Kolonie. Bis 1689 war die Kolonie Maryland im Besitz der katholischen Familie Calvert, den Barons Baltimore. Im Rahmen einer protestantischen Revolution in England, der Glorious Revolution, wurden die Calverts in Maryland enteignet und die katholische Vorherrschaft gebrochen. Die Kolonie wurde direkt der königlichen Regierung in London unterstellt und hatte fortan königliche Gouverneure. Zuvor gab es Porprietary Governors, die von den Eigentümern (Lords Proprietor) der Kolonie eingesetzt wurden. Die Eigentümer, die ursprünglich vom englischen Monarchen belehnt wurden, waren so gesehen eine Institution zwischen dem König und der Kolonialverwaltung. Seit 1689 gab es also in Maryland königliche Gouverneure. Um 1714 deutete sich aber wieder eine Änderung im Status der Kolonie an. Benedict Calvert, ab 1715 4. Baron Baltimore, konvertierte 1713 zum Entsetzen seines katholischen Vaters Charles Calvert, 3. Baron Baltimore (1637–1715) zur Church of England. Damit hoffte er das 1688 verlorene Eigentumsrecht an der Kolonie zurückgewinnen zu können. Dieser Plan ging letztlich auf, wenn auch der 4. Baron Baltimore seinen Erfolg nicht mehr erlebte. Er starb im April 1715 wenige Wochen nach seinem Vater. Sein ebenfalls protestantischer Sohn und Nachfolger Charles Calvert, 5. Baron Baltimore (1699–1751) erhielt vom neuen britischen König Georg I. die Eigentumsrechte an Maryland zurück. Somit war Maryland ab 1715 wieder eine Eigentümerkolonie und die dortige Herrschaft der Familie Calvert wurde restauriert. Der neue Besitzer bestätigte John Hart nunmehr als Proprietary Governor in seinem Amt, das dieser bis 1720 ausübte. Gleichzeitig zu seinem Gouverneursamt bekleidete Hart noch verschiedene andere lokale Ämter. In jenen Jahren gab es in Maryland einen weiterhin bestehenden Religionskonflikt zwischen Protestanten und Katholiken, Grenzstreitereien mit Nachbar Kolonien und Probleme mit Piraten. Nach dem Ende seiner Gouverneurszeit wurde John Hart zum neuen königlichen Gouverneur der Leeward Islands ernannt. Dieses Amt bekleidete er zwischen 1721 und 1727. Der genaue Todeszeitpunkt und Sterbeort von John Hart sind nicht überliefert. Sein Testament wurde am 26. Januar 1740 in London eröffnet. Folglich muss er einige Wochen zuvor gestorben sein.